# Khanwah
Khanwah és un canal de l'alt Sutlej al Pakistan, al districte de Lahore i altres propers al sud, fins al districte de Sahiwal, tots del Panjab (Pakistan). La construcció s'atribueix tradicionalment al Khan-i-Khanan, ministra d'Akbar, que governava la zona en feu. El 1839 el canal va quedar tallat per l'arena i el 1840 el maharaja Kharrak Singh de Lahore (fill i successor de Ranjit Singh) el va netejar amb contribucions exigides als terratinents de la zona; però es va tornar a tapar i va ser de poca ajuda fins que el maharajà Sher Singh hi va fer una reparació efectiva. El 1849 els britànics en van assolir la gestió.
El canal surt del Sutlej prop de Mamoki i seguix en direcció a Dipalpur i fins a Dhappai (42 km més avall).